# Коморы на летних Олимпийских играх 2004
Коморы принимали участие в Летних Олимпийских играх 2004 года в Афинах (Греция) в третий раз за свою историю, но не завоевали ни одной медали. Сборную страны представляли три спортсмена. Впервые в истории на Олимпиаде вступил коморский тяжелоатлет. Бегун Хадхари Джафар выступил на третьей подряд Олимпиаде и был знаменосцем сборной на церемонии открытия.

## Результаты

### Лёгкая атлетика
Мужчины
| Спортсмен      | Дисциплина | Первый раунд | Первый раунд | Четвертьфинал        | Четвертьфинал        | Полуфинал            | Полуфинал            | Финал                | Финал                |
| Спортсмен      | Дисциплина | Время        | Место        | Время                | Место                | Время                | Место                | Время                | Место                |
| -------------- | ---------- | ------------ | ------------ | -------------------- | -------------------- | -------------------- | -------------------- | -------------------- | -------------------- |
| Хадхари Джафар | 100 м      | 10.62        | 7            | Завершил выступления | Завершил выступления | Завершил выступления | Завершил выступления | Завершил выступления | Завершил выступления |

Женщины
| Спортсмен         | Дисциплина | Четвертьфинал | Четвертьфинал | Полуфинал             | Полуфинал             | Финал                 | Финал                 |
| Спортсмен         | Дисциплина | Время         | Место         | Время                 | Место                 | Время                 | Место                 |
| ----------------- | ---------- | ------------- | ------------- | --------------------- | --------------------- | --------------------- | --------------------- |
| Салхат Джамалидин | 400 м с/б  | 59.72         | 7             | Завершила выступления | Завершила выступления | Завершила выступления | Завершила выступления |

### Тяжёлая атлетика
| Спортсмен    | Весовая категория | Рывок     | Рывок | Толчок    | Толчок | Итог | Место |
| Спортсмен    | Весовая категория | Результат | Место | Результат | Место  | Итог | Место |
| ------------ | ----------------- | --------- | ----- | --------- | ------ | ---- | ----- |
| Чехуи Фатиху | до 85 кг          | 80        | DNF   | —         | —      | —    | DNF   |